# Symphoromyia atripes
Symphoromyia atripes är en tvåvingeart som beskrevs av Jacques-Marie-Frangile Bigot 1887. Symphoromyia atripes ingår i släktet Symphoromyia och familjen snäppflugor. Inga underarter finns listade i Catalogue of Life.